# Loboserica kivuana
Loboserica kivuana är en skalbaggsart som beskrevs av Hermann Julius Kolbe 1914. Loboserica kivuana ingår i släktet Loboserica och familjen Melolonthidae. Inga underarter finns listade i Catalogue of Life.